# Bättwil
Bättwil är en ort och kommun i distriktet Dorneck i kantonen Solothurn, Schweiz. Kommunen har 1 191 invånare (2023).